# 블레이크 루이스
블레이크 루이스(Blake Lewis, 1981년 7월 21일 ~ )는 미국의 가수로, 《아메리칸 아이돌 시즌 6》의 준우승자이다.